# Lince Dorado
Lince Dorado (* 11. Mai 1987 in San Juan, Puerto Rico) ist ein puerto-ricanischer Wrestler. Er stand zuletzt bei der WWE unter Vertrag.

## Wrestling-Karriere

### Free Agent (2007–2016)
Nach seinem Chikara-Debüt rang Dorado auch bei anderen Promotions. Im Mai 2008 gewann Dorado den Independent Wrestling Revolution Revolucha Cup, indem er Josh Abercrombie besiegte. Dorado gab sein Debüt für Dragon Gate USA bei Open the Heroic Gate in einem Dark Match, in dem er sieben andere Wrestler besiegte. Am 9. Oktober 2009 gewann Dorado das Sweet Sixteen-Turnier beim F1RST Wrestling. Einen Monat später nahm er am Open the Freedom Gate Championship-Turnier teil und verlor in der ersten Runde gegen Gran Akuma. Am 26. März gewann Dorado die Garden State Pro Wrestling Championship, indem er ein Turnier um den vakanten Titel gewann.
Nachdem Dorado Chikara verlassen hatte, rang er hauptsächlich für Vintage Wrestling, I Believe in Wrestling, Florida Underground Wrestling, IGNITE Wrestling und in geringerem Maße für Dragon Gate USA und seine Tochterunternehmen. Lince Dorado begann 2013 auch für Dreamwave Wrestling zu arbeiten. Am 14. März 2014 besiegte Dorado Gran Akuma, bei Everything Burns Pro Full Burns Pro und gewann die FIP Florida Heritage Championship.
Am 4. Oktober 2012 rang Dorado gegen Kazarian mit einem Tryout-Match für Total Nonstop Action Wrestling. Am 12. Januar 2013 nahm Dorado an der Aufzeichnung von X-Travaganza teil und rang in einem Xscape-Match gegen sieben andere, gewinnen konnte er dies jedoch nicht. Bis zu seiner Verpflichtung bei dem Marktführer konnte er noch diverse Titel und Turniere gewinnen.

### World Wrestling Entertainment (2016–2021)
Am 3. April 2016 wurde Dorado als Teilnehmer am Cruiserweight Classic-Turnier der WWE bekannt gegeben. Das Turnier begann am 23. Juni, als Dorado Mustafa Ali in der ersten Runde besiegte. Bereits in der zweiten Runde schied er aus dem Turnier aus. Am 22. Juli wurde berichtet, dass Dorado einen Vertrag mit WWE unterzeichnet hatte.
Am 16. September wurde Dorado als Teil der Cruiserweight Division von Raw angekündigt. Dorado gab sein Debüt in der Folge vom 21. September und verlor gegen Rich Swann. In der Folge von Raw vom 26. Juni 2017 forderte Dorado den damaligen Cruiserweight Champion Neville heraus, das Match konnte er jedoch nicht gewinnen.
Anfang 2018 beschloss die WWE, die drei maskierten Luchadors von 205 Live Gran Metalik, Kalisto und Dorado als Team einzusetzen. Ihr erstes Match als Trio fand am 23. Januar 2018 in der Folge von 205 Live statt, als sie Ariya Daivari, TJ Perkins und Tony Nese besiegten.
In der Folge von Raw vom 12. November 2018 trat die Lucha House Party, zum ersten Mal seit der Zusammenstellung der WWE, gegen eine Reihe von Teams an, welche nicht Teil der Cruiserweight Division waren. Sie bestritten Matches gegen Bobby Roode und Chad Gable, The B-Team Bo Dallas und Curtis Axel, Heath Slater und Rhyno, The Ascension Konnor und Viktor sowie The Revival Dash Wilder und Scott Dawson. Sie nahmen am World Cup Tag Team Turmoil Match bei dem Crown Jewel PPV 2019 in Saudi-Arabien teil. Das Duo war die erste Mannschaft, die knapp sechs Minuten nach der Eröffnung aus dem Match ausgeschieden war.
Am 11. Oktober 2019 wurde die Lucha House Party im Rahmen des WWE-Draftes 2019 zu SmackDown gedraftet. Im März 2020 wurde die Lucha House Party in das Bild der WWE SmackDown Tag Team Championship einbezogen, da sie eines von sechs Teams in einem Tag Team Elimination Chamber Match beim Elimination Chamber PPV war. Das Match gewannen sie jedoch nicht.
Am 12. Oktober 2020 wechselte er durch den Draft zu Raw. Am 9. November 2020 gewann er den WWE 24/7 Championship, hierfür besiegte er Gran Metalik. Den Titel verlor er jedoch wenige Sekunden später an R-Truth. Am 4. November 2021 wurde er von der WWE entlassen.

## Titel und Auszeichnungen
- World Wrestling Entertainment
  - WWE 24/7 Championship (1×)

- Championship Wrestling Entertainment
  - CWE Tag Team Championship (1×) mit Jon Cruz

- Chikara
  - King of Trios (2008) mit El Pantera und Incognito

- Dreamwave Wrestling
  - Dreamwave Alternative Championship (1×)

- F1RST Wrestling
  - Sweet Sixteen Tournament (2009)

- Force One Pro Wrestling
  - F1 Heritage Championship (1×)

- Full Impact Pro
  - FIP Florida Heritage Championship (1×)

- Future of Wrestling
  - FOW International Championship (1×)

- Garden State Pro Wrestling
  - GSPW Championship (1×)
  - GSPW Championship Tournament (2010)

- NWA Florida Underground Wrestling
  - NWA FUW Flash Championship (1×)

- Independent Wrestling Revolution
  - Revolucha Cup (2008)

- RIOT Pro Wrestling
  - RIOT Tag Team Championship (1×) mit Aaron Epic

- Southern Championship Wrestling Florida
  - SCW Florida Heavyweight Championship (1×)
  - SCW Florida Cruiserweight Championship (1×)
  - SCW Florida Cruiserweight Championship Tournament (2011)

- Other championships
  - Team HAMMA FIST Championship (1×)

- Pro Wrestling Illustrated
  - Nummer 233 der Top 500 Wrestler in der PWI 500 in 2017